# Pineia
Pineia (in greco Πηνεία?) è un ex comune della Grecia nella periferia della Grecia Occidentale (unità periferica dell'Elide) con 5.660 abitanti secondo i dati del censimento 2001.
È stato soppresso a seguito della riforma amministrativa, detta Programma Callicrate, in vigore dal gennaio 2011 ed è ora compreso nel comune di Ilida.

## Località
Pineia è suddiviso nelle seguenti comunità (i nomi dei villaggi tra parentesi):
- Agnanta (Agnanta, Ampelakia)
- Agrapidochori (Agrapidochori, Valmi, Kotrona)
- Anthonas (Anthonas, Kalo Paidi)
- Avgi (Avgi, Oraia)
- Efyra (Efyra, Pirio)
- Kampos
- Laganas
- Latas
- Loukas (Loukas, Prinari)
- Mazaraki (Mazaraki, Apidoula, Prodromos)
- Oinoi
- Rodia (Rodia, Akropotamia)
- Simopoulo (Simopoulo, Agios Nikolaos)
- Skliva
- Velanidi (Velanidi, Roupakia, Souli)
- Vouliagmeni (Vouliagmeni, Gavrakia)